# Pseudeutropius brachypopterus
Pseudeutropius brachypopterus és una espècie de peix de la família dels esquilbèids i de l'ordre dels siluriformes.

## Morfologia
- Els mascles poden assolir 11,5 cm de longitud total.[4][5]

## Reproducció
És ovípar i els ous no són protegits pels pares.

## Alimentació
Menja larves d'insectes i petits invertebrats.

## Hàbitat
És un peix d'aigua dolça i de clima tropical.

## Distribució geogràfica
Es troba a Àsia: Sumatra i Borneo.